# 巴斯 (印第安納州)
巴斯（英語：Barce）是位於美國印地安納州本頓縣的一個非建制地區。該地的面積和人口皆未知。

## 地理
巴斯的座標為40°37′15″N 87°16′36″W / 40.62083°N 87.27667°W，而該地的平均海拔高度為247米（即810英尺）。